# Xiangba (sockenhuvudort i Kina, Hubei Sheng, lat 31,71, long 109,92)
Xiangba (kinesiska: 向坝, 向坝乡) är en sockenhuvudort i Kina. Den ligger i provinsen Hubei, i den centrala delen av landet, omkring 430 kilometer väster om provinshuvudstaden Wuhan. Antalet invånare är 7 076. Befolkningen består av 3 315 kvinnor och 3 761 män. Barn under 15 år utgör 15,0 %, vuxna 15-64 år 76 %, och äldre över 65 år 7,0 %.
Runt Xiangba är det ganska tätbefolkat, med 111 invånare per kvadratkilometer. Xiangba är det största samhället i trakten. I omgivningarna runt Xiangba växer i huvudsak blandskog.
Genomsnittlig årsnederbörd är 1 223 millimeter. Den regnigaste månaden är september, med i genomsnitt 237 mm nederbörd, och den torraste är december, med 9 mm nederbörd.